# Trzęsacz, Hạt Gryfice
Trzęsacz [ˈtʂɛ̃sat͡ʂ] (tiếng Đức: Hoff an der Ostsee)  là một ngôi làng ở quận hành chính của Gmina Rewal, trong Gryfice County, Zachodniopomorskie, ở tây bắc Ba Lan. Nó nằm trên bờ biển Baltic, khoảng 2 kilômét (1 mi) phía tây của Rewal, 23 km (14 mi) phía tây bắc Gryfice và 79 km (49 mi) phía bắc thủ đô khu vực Szczecin. 

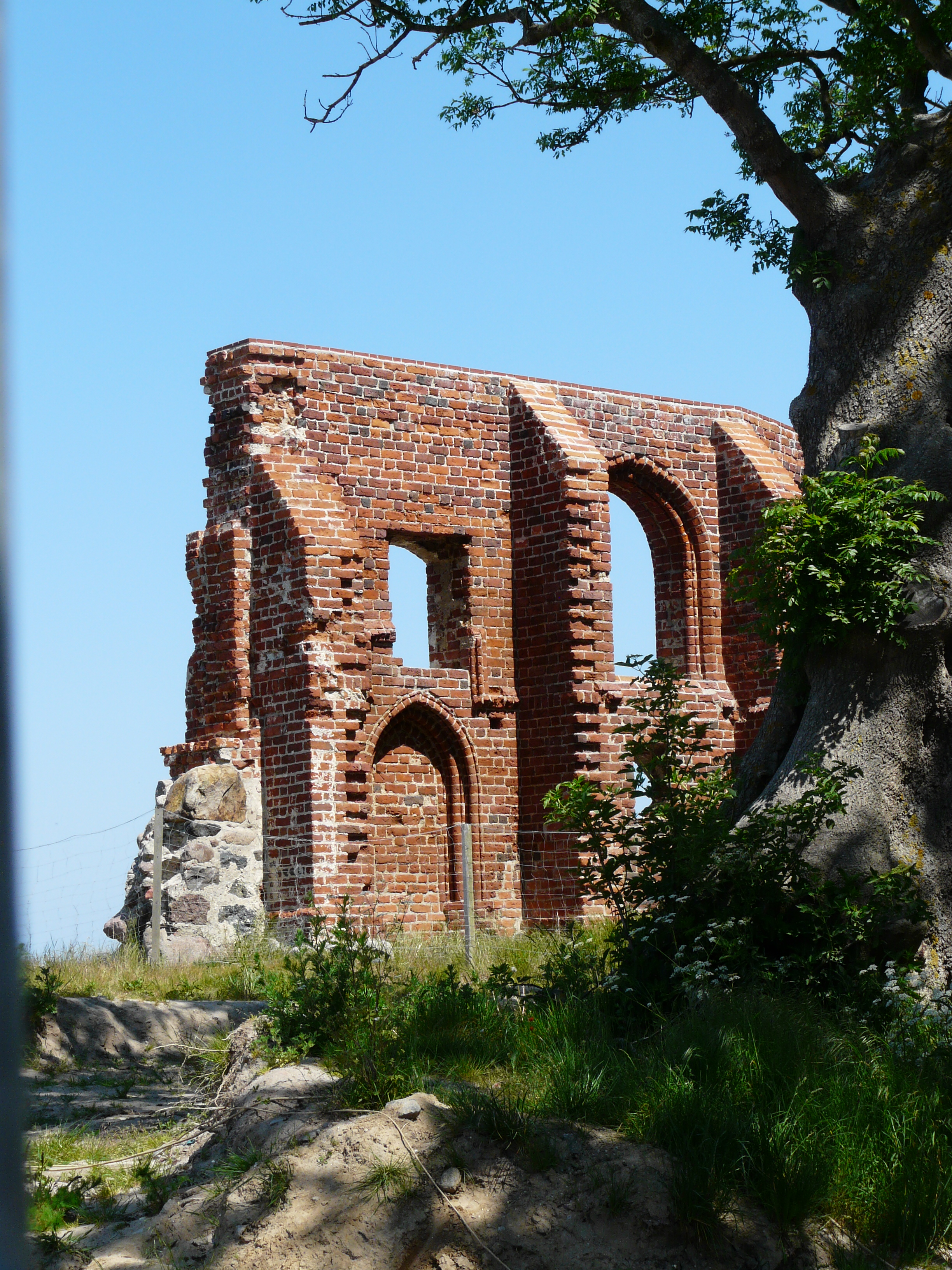
Tàn tích của nhà thờ ở Trzęsacz

Đối với lịch sử của khu vực, xem Lịch sử của Pomerania.
Ngôi làng có dân số 89. Đây là một trung tâm du lịch, nổi tiếng với nhà thờ cổ, đã bị thu hẹp qua các thời đại thành một bức tường phía nam đơn độc.

## Cư dân đáng chú ý
- Jacob Heinrich von Flemming (1667 Từ1728), sĩ quan quân đội và chính trị gia

### Tiếng Ba Lan
- Một trang về nhà thờ, cùng với những bức ảnh lịch sử

### Hình ảnh
- Nhà thờ ở Trzesacz, 1870
- Một bức ảnh của nhà thờ, 1909
- Nhà thờ năm 1935
- Tàn tích của nhà thờ, khoảng năm 1970
- Bức tường cuối cùng còn lại, những năm 2000
- Lưu trữ ngày 22 tháng 4 năm 2019 tại Wayback Machine